# 劉商 (唐朝)
刘商（?—?），字子夏，彭城（今江苏徐州）人，唐朝诗人、政治人物。
刑部尚书刘德威的後代。生卒年不詳。少好學強記，“工文善画”。居长安。大历初年進士及第，授合肥（今安徽合肥市）縣令。后历官汴州观察判官、检校虞部郎中。官至禮部郎中。詩以乐府见长，有《胡笳十八拍》一首，盛行于世。性好飲酒，但苦於家贫，“尝对花临月，悠然独酌”。晚年好神仙，归隐山林，不知所终。元和元年（806年）尚在世。